# Sant Just Desvern
Sant Just Desvern est une commune de la comarque de Baix Llobregat dans la province de Barcelone, en Catalogne (Espagne).

## Géographie
Commune située dans l'Àrea Metropolitana de Barcelona.

## Jumelage
La ville est jumelée avec :
- Horb am Neckar (Allemagne) depuis 2001
- Camoapa (Nicaragua)

## Personnalités liées à la ville
- Leonardo Balada (1933-), compositeur, enseignant à Pittsburgh, Pennsylvanie.
- Clara Segura (1974-), actrice catalane[1].